# S/S Fram
Ångfartyget Fram av Stockholm torpederades den 1 februari 1940 där 9 man miste sina liv.

## Historik
Under namnet Russ ägdes ångaren i 25 år av Dansk-Russiske Dampsillskab i Köpenhamn. 1922 köptes Russ till Kalmar av Ångfartygs AB Kjell. Namnet ändrades till Fram och senare fick fartyget sin hemort i Stockholm.
Resan före torpederingen var besvärlig och vid ankomsten till Sverige avled Frams förste styrman F.J.F Löfgren, drabbad av hjärtattack, troligen förorsakad av överansträngning under den svåra överresan. Övermaskinist Hans Hansson var med och besiktigade Fram vid inköpet till Kalmar och var fartygets maskinchef till sista resan. Vistelsen på flotten bidrog till att bryta ner hans hälsa och han avled 1943.

## Torpederingen
Den 31 januari och 1 februari 1940 låg Fram för ankar i Roseheartybukten i Skottland för sydostlig kuling. Fartyget hade varit till sjöss i tre dygn i rykande snöstorm, varför hela besättningen, utom vakten, låg till kojs.
Vid midnattstid torpederades hon, varvid Fram klövs i två delar, bryggan, karthytten och skorstenen sprängdes bort, liksom livbåtarna och två jollar. I det vid explosionen försvunna däckshuset hade befälhavaren och förestånderskan sina hytter. På kortare tid än en minut sjönk förskeppet. De elva besättningsmännen i skansen sprang till den förliga flotten. Både den och männen följde förskeppet i djupet. Sju av dem kom emellertid upp igen med flotten, men tre av dem omkom. De övriga räddades efter cirka tolv timmar.
Tio man samlades kring flotten på akterskeppet. Detta sjönk efter cirka 25 minuter och det sista som drogs i djupet var den svenska flaggan. 

## Omkomna
- Kapten Sven Erik Rane, Ystad
- Förestånderska Svea Hansson, Stockholm
- Matros Ivaar Napoleon Johansson, Tanum
- Matros Karl Fredrik Ragnar Norman, Stockholm
- Matros Oskar Lövlimo, Norge
- Jungman Sture Vitalis Jansson, Stockholm
- Eldare Sven Emanuel Johansson, Stockholm
- Eldare Erik Gunnar Herbert Nilsson, Stehag
- Uppassare Olof Edvard Norbäck, Stockholm